# Montégut (Gers)
Montégut (gaskognisch Montagut) ist eine französische Gemeinde mit 588 Einwohnern (Stand 1. Januar 2022) im Département Gers in der Region Okzitanien; sie gehört zum Arrondissement Auch und zum Gemeindeverband Grand Auch Cœur de Gascogne. Die Bewohner nennen sich Montégutois/Montégutoises.

## Geografie
Montégut liegt auf einer Anhöhe rund fünf Kilometer östlich der Stadt Auch im Zentrum des Départements Gers. Der Fluss Arçon durchquert den Westen der Gemeinde und bildet streckenweise die westliche Gemeindegrenze. Ein weiterer Bach, der Ruisseau de Larroussagnet, markiert streckenweise die Nordgrenze der Gemeinde. Die Gemeinde besteht aus dem Dorf Montégut sowie zahlreichen Weilern und Einzelgehöften. Die Gemeinde liegt weniger als eonen Kilometer südlich der Route nationale 124.
Östlich des Dorfes liegt Le Monastère (das Kloster) mit dem Dorffriedhof und der ehemaligen Klosterkapelle. Im Château de Roquetaillade im Südosten der Gemeinde ist ein Zentrum für Pädiatrie des Malteserordens untergebracht. Der Ort liegt an der Via Tolosana, einem der Pilgerwege nach Santiago de Compostela.

## Geschichte
Der ursprüngliche Name Monte Accuto weist auf eine gallo-römische oder römische Besiedlung hin. Im 13. Jahrhundert entstand eine erste Festung. In ihrer Nähe lag der befestigte Ort Montégut. Im Mittelalter lag der Ort innerhalb der Grafschaft Haut-Armagnac, die ein Teil der Provinz Gascogne war. Die Gemeinde gehörte von 1793 bis 1801 zum District Auch, zudem war Montégut von 1793 bis 1801 ein Teil des Kantons Barran. Von 1801 bis 1973 lag sie im Kanton Auch-Nord. Danach von 1973 bis 2015 im Wahlkreis (Kanton) Auch-Nord-Est. Die Gemeinde ist seit 1801 dem Arrondissement Auch zugeteilt. Im Jahr 1821 kam die bisherige Gemeinde Roquetaillade (1821: 117 Einwohner) zu Montégut.

## Bevölkerungsentwicklung
| Jahr                                                | 1962 | 1968 | 1975 | 1982 | 1990 | 1999 | 2006 | 2014 | 2020 |
| Einwohner                                           | 182  | 191  | 234  | 311  | 317  | 397  | 462  | 647  | 645  |
| Quellen: Cassini und INSEE; heutiges Gemeindegebiet |      |      |      |      |      |      |      |      |      |

## Sehenswürdigkeiten
- Schloss Montégut
- Schloss Roquetaillade
- Kirche Notre-Dame-de-l’Assomption in Montégut
- Kapelle Saint-Jacques in Roquetaillade
- Friedhofskapelle (ehemalige Klosterkapelle)
- Denkmal für die Gefallenen[1]
- Ruine Tour des Fées (Turm der Feen) im Wald Bois des Fées
- Wegkreuze in L’Arramont und La Ramon
- Taubenturm

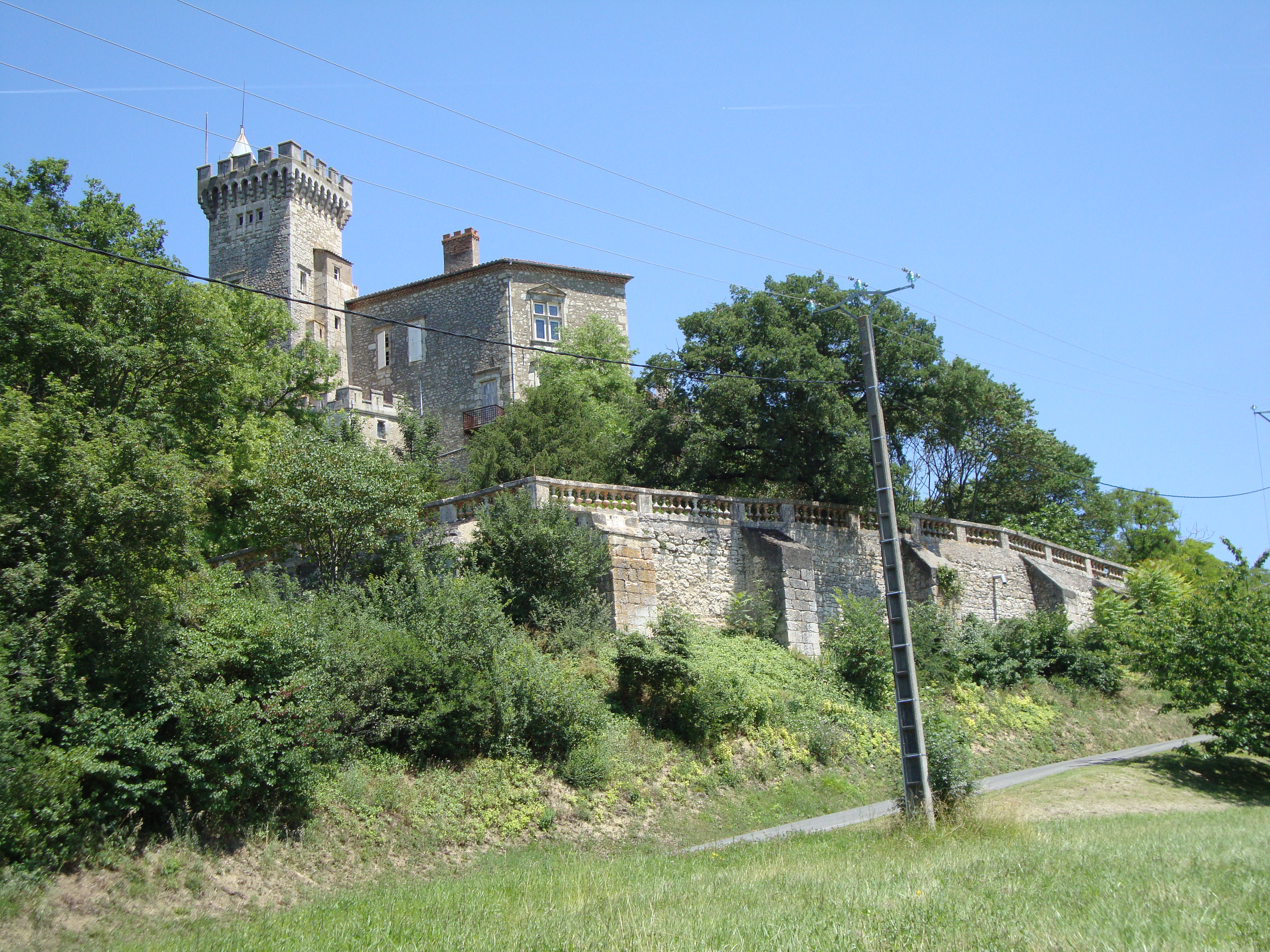
Schloss Montégut
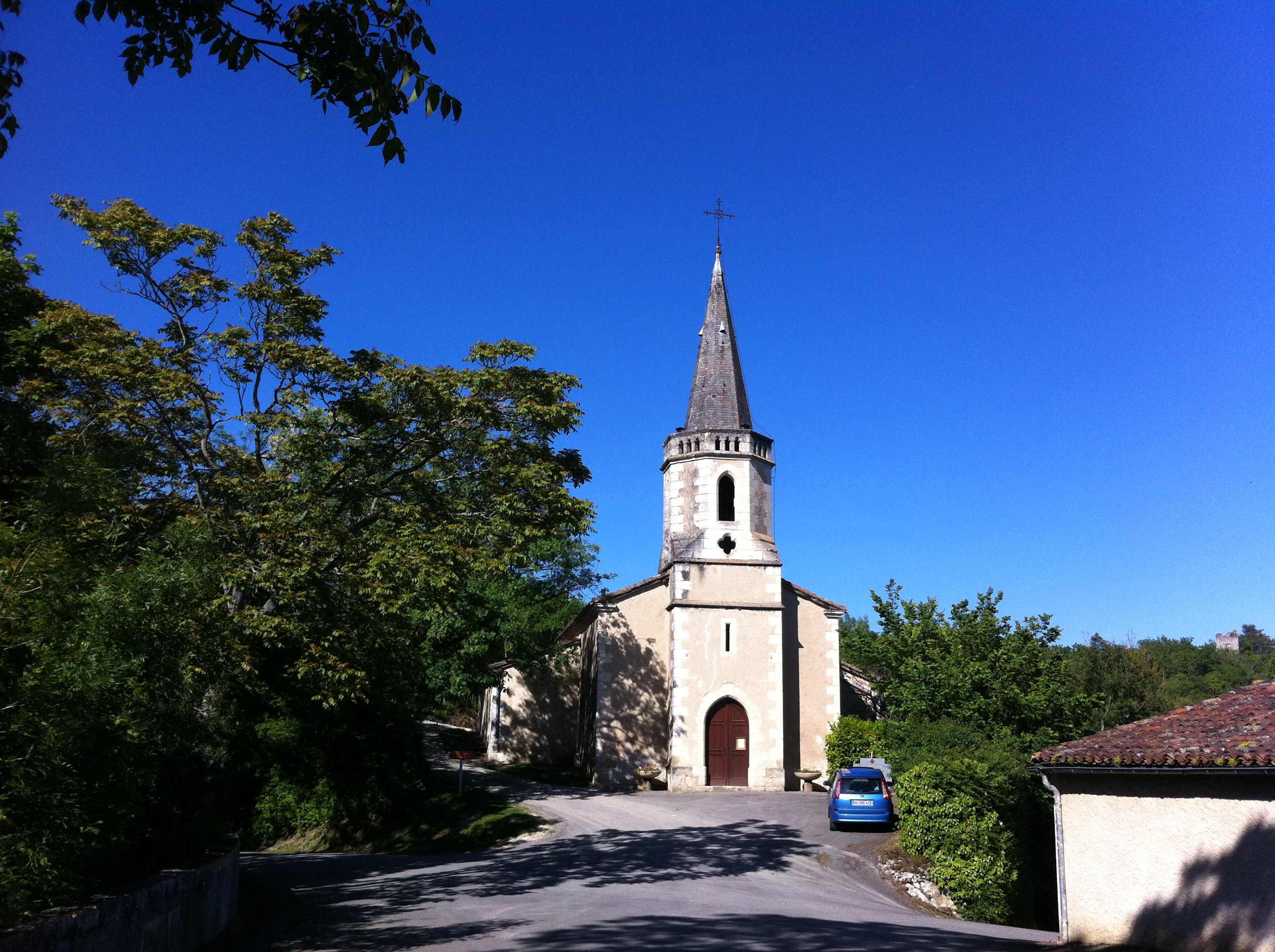
Kirche Notre-Dame-de-l’Assomption
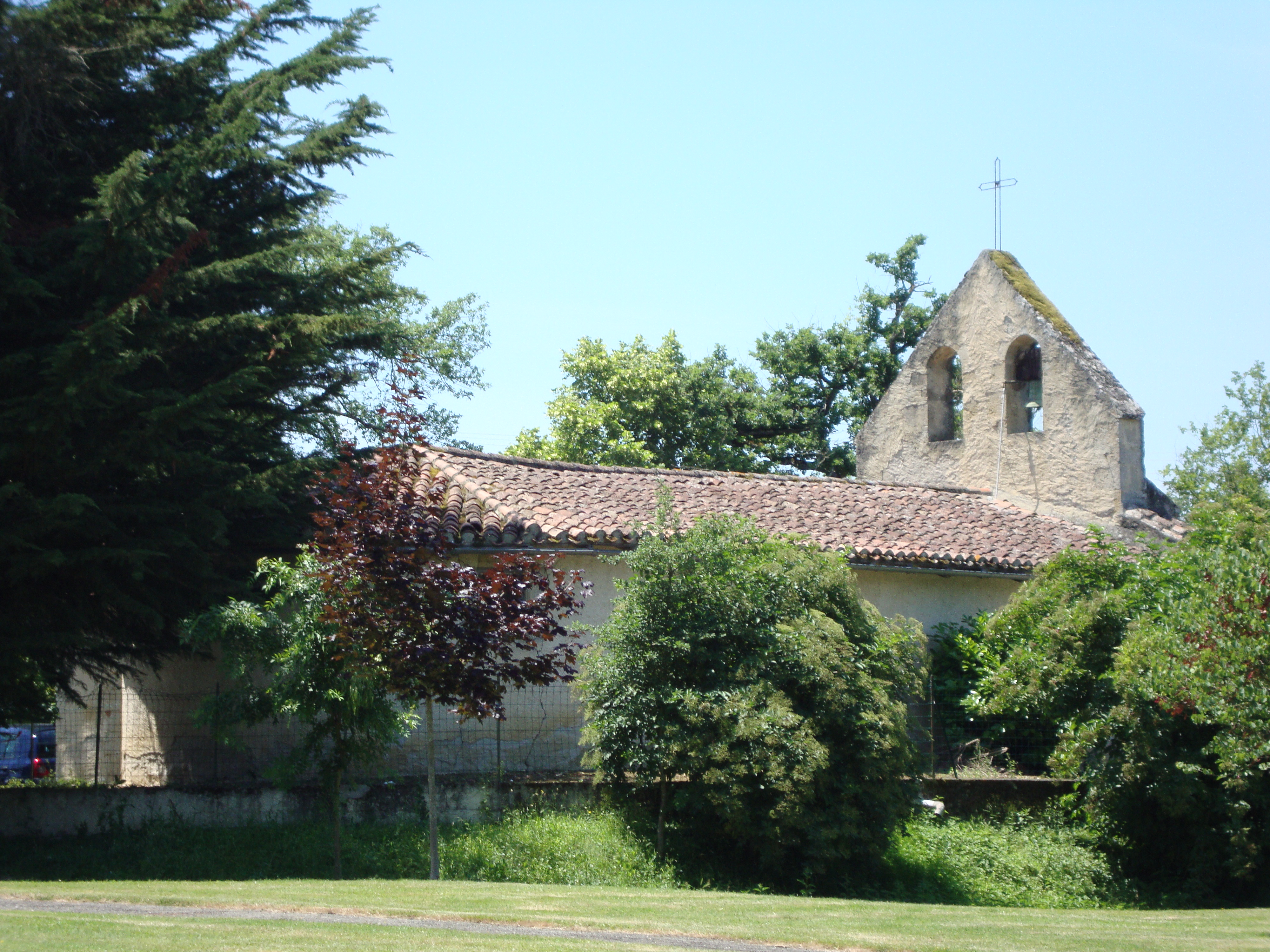
Kapelle Saint-Jacques in Roquetaillade
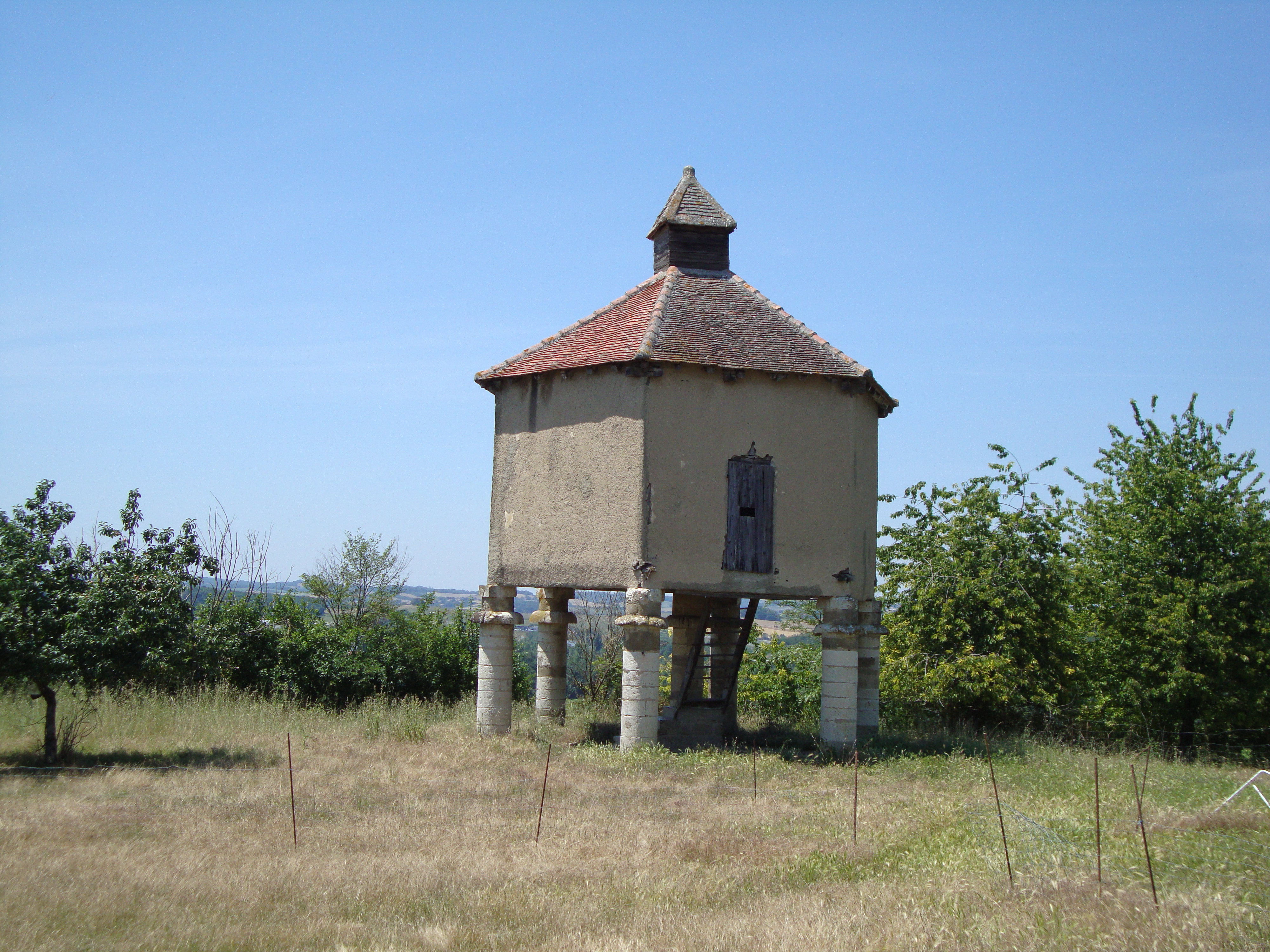
Taubenturm
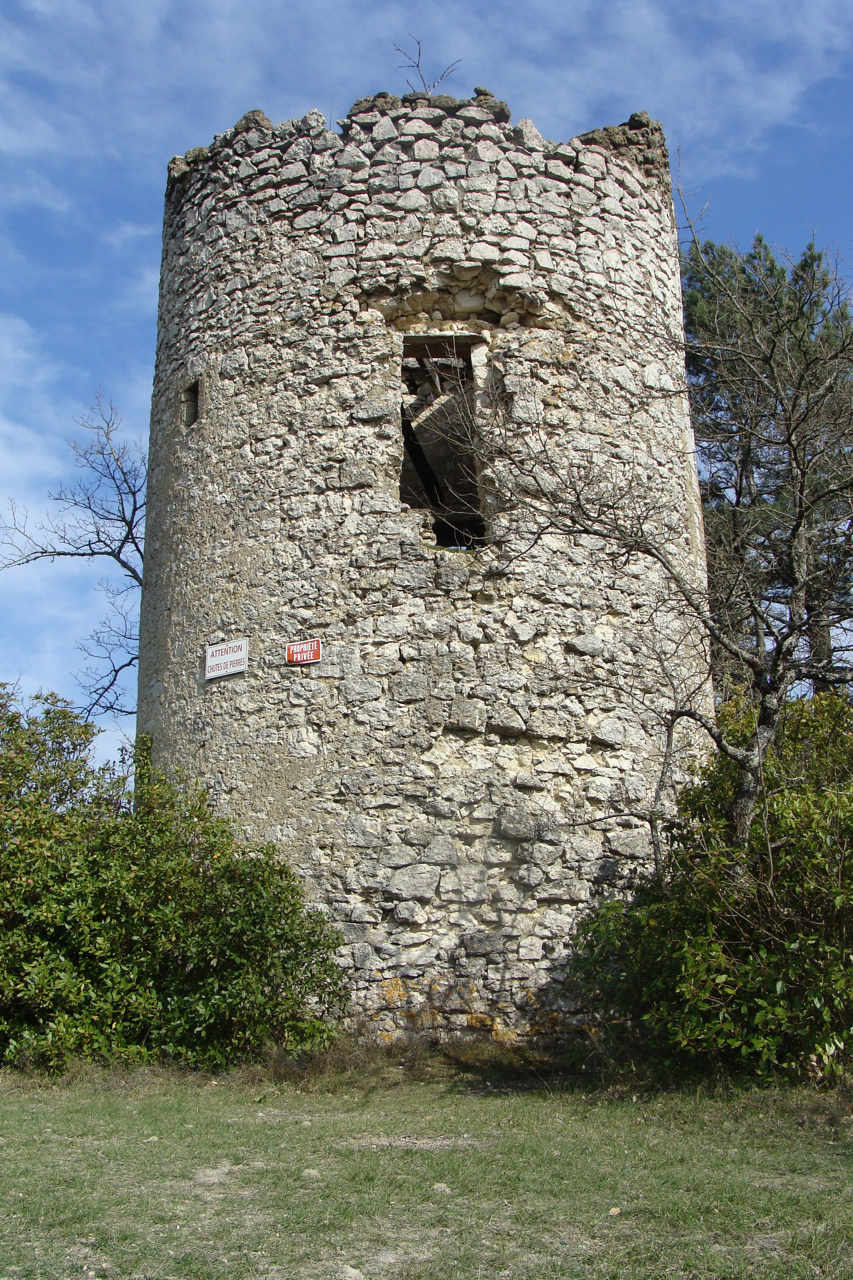
Ruine des Turms der Feen